# Новый Хечул
Новый Хечул (рум. Heciul Nou, Хечул-Ноу) — село в Сынжерейском районе Молдавии. Является административным центром коммуны Новый Хечул, включающей также село Трифанешты.

## География
Село расположено на высоте 103 метров над уровнем моря.

## Население
По данным переписи населения 2004 года, в селе Хечул Ноу проживает 2167 человек (1066 мужчин, 1101 женщина).
Этнический состав села:
| Национальность | Число жителей | Процентный состав |
| -------------- | ------------- | ----------------- |
| молдаване      | 2154          | 99.4              |
| украинцы       | 10            | 0.46              |
| русские        | 3             | 0.14              |
| Всего          | 2167          | 100%              |